# Asociación de Mujeres Meretrices de Argentina
La Asociación de Mujeres Meretrices de Argentina, también conocida como AMMAR, es el sindicato de las trabajadoras sexuales de Argentina. La organización defiende los derechos e intereses de los trabajadores de la industria sexual, con especial énfasis en los derechos de las prostitutas, para quienes defienden la despenalización y regulación de su actividad. Está afiliada a la Central de los Trabajadores Argentinos.
Ha sido criticada por colectivos abolicionistas de la prostitución, quienes alegan que las posiciones del sindicato favorecerían la trata de personas y el proxenetismo.

## Historia
La organización surgió a fines de 1994 por iniciativa de mujeres y travestis en lucha contra la represión policial de la prostitución callejera. El grupo fundador selló su amistad en las largas estadías de los calabozos del barrio de Flores. Entre ellas, Lohana Berkins, Elena Reynaga, Graciela Collantes, Argentina Ascona, Jorgelina Sosa, Mimí Sifón, muchas de ellas bajo redes de tratantes y proxenetas que las habían traído de las provincias del norte argentino para ser prostituidas en Buenos Aires. Si bien en la ciudad de Buenos Aires había códigos contravencionales que habilitaban la represión policial el régimen no era tan represivo como en sus provincias de origen. En marzo de 1995 comenzaron a funcionar en la Central de los Trabajadores Argentinos.
La Embajada de los Países Bajos en la ciudad de Buenos Aires contribuyó a la instalación de la oficina con la que cuenta actualmente el sindicato dentro del edificio de la CTA.
En el ámbito internacional, a partir del año 1997 y sobre la base de contactos con distintas organizaciones cercanas, se produjo la creación de la Red de Trabajadores Sexuales de Latinoamérica y el Caribe; en ella se articulan organizaciones y puntos focales de los distintos países del continente. Elena Reynaga, como representante de Ammar, preside esta red.
Esta articulación se dio a partir de la alianza con las organizaciones que investigaban el HIV, y la RedTrasex surgió en 1997 en el marco de un evento organizado en Costa Rica por la agencia de donantes neerlandesa HIVOS, vinculada al Fondo Global para la lucha contra la HIV/SIDA, Tuberculosis y Malaria y al Ministerio de Asuntos Exteriores de Holanda.
La acción de Ammar contribuyó a la derogación de los edictos policiales y la despenalización de la prostitución callejera en la ciudad de Buenos Aires por un breve período, hasta la reforma del artículo 71 del Código Contravencional el 4 de marzo de 1999, que volvió a sancionar la oferta de sexo en la vía pública en determinados casos.
Hacia los años 2000 - 2001 comenzaron a manifestarse las primeras tensiones al interior de AMMAR en torno a qué tipo de relación establecer con la CTA, que servía como institución anfitriona desde los inicios. En marzo del 2002, estas diferencias se resolvieron, en una primera asamblea que llevó a la conformación de una organización autónoma, AMMAR Capital, que no aceptaba la idea de sindicalizarse como trabajadoras sexuales, y de AMMAR Nacional, alineada con el estatuto sindical que proponía la CTA.
Esta escisión luego terminó en la creación de otra organización llamada Asociación de Mujeres Argentinas por los Derechos Humanos que nuclea a personas (mujeres, trans y travestis) en prostitución que exigen políticas públicas al estado para que otras personas también puedan tener alternativas.
En 2003, Elena Reynaga, secretaria general de Ammar, fue la encargada del cierre del "II Encuentro sobre VIH-SIDA DE Latinoamérica y el Caribe", que se realizó en Cuba. El sindicato tiene representación en más de la mitad de las provincias de Argentina y su Secretaria General es Georgina Orellano.
El 27 de enero de 2004 fue asesinada Sandra Cabrera, secretaria general de AMMAR en Rosario. Cabrera había presentado denuncias en contra de algunos agentes de la policía local, acusándolos de corrupción y de pedir dinero a las trabajadoras sexuales del lugar a cambio de dejarlas ejercer su trabajo. Por este motivo recibió amenazas, tanto en contra de ella como de su hija. En noviembre de 2003 fue brutalmente golpeada dentro de su domicilio y se la amenazó para que dejase de realizar denuncias. Fue asesinada dos meses después de un disparo en la cabeza. Su cuerpo fue encontrado cerca de la terminal de colectivos de Rosario.
En 2013 se inició una investigación penal contra María “Malú” López, la titular en Mar del Plata de la Asociación de Mujeres Meretrices de la Argentina, por el delito de proxenetismo.
En 2013, se inició otra investigación penal contra  Claudia Brizuela,  la titular de la Asociación de Mujeres Meretrices de la Argentina seccional Capital, acusada también de proxenetismo pero en la ciudad de Buenos Aires y en San Miguel, provincia de Buenos Aires, después de que 31 mujeres esclavizadas fueran rescatadas de ocho burdeles.  El Tribunal Oral en lo Criminal Federal Nro. 1 de San Martín la encontró inocente por ese delito en marzo de 2019. 
[cita requerida]
En marzo de 2015 la Justicia Penal Contravencional y de Faltas de la Ciudad de Buenos Aires con el fallo del Juzgado N.º 8 a cargo de la Dra. Natalia Molina se reconoció a la prostitución autónoma como una actividad no-ilícita y condenó la persecución de prostitutas.
En 2019, Teresa Godoy, la titular en Neuquén de la Asociación de Mujeres Meretrices Argentinas, fue detenida por la Justicia neuquina por proxenetismo y facilitación de la prostitución, luego de la liberación de 3 mujeres, argentinas y dominicanas, en un prostíbulo de la ciudad de Neuquén.  En octubre de 2020 fue sobreseída por entender que no había elementos suficientes para la acusación de la fiscalía.[cita requerida]
En 2020, la Cámara Federal de Apelaciones de Mar del Plata confirmó el procesamiento María “Malú” López Villagra por proxenetismo, explotación sexual de mujeres, y fue condenada a cuatro años de prisión.
En 2020, la AMMAR tuvo buenos vínculos y reuniones con el ministro de Desarrollo Social, Daniel Arroyo, y con la ministra de las Mujeres, Géneros y Diversidad, Elizabeth Gómez Alcorta, funcionarios del gobierno de Alberto Fernández, para lograr el reconocimiento estatal del trabajo sexual. El Ministerio propuso el trabajo sexual como categoría posible en el Registro Nacional de Trabajadores y Trabajadoras de la Economía Popular (ReNaTEP) pero  tuvo que retroceder por la polémica generada desde el sector político abolicionista de la prostitución.